# Tallián Béla
Vizeki és bélaházi báró Tallián Béla Emil György (Szabás, Somogy vármegye, 1851. július 8. – Kiszombor, Csongrád vármegye, 1921. november 23.) politikus, valódi belső titkos tanácsos, Torontál vármegye alispánja, Somogy, Békés és Csongrád vármegyék főispánja, képviselőházi alelnök, magyar királyi földművelésügyi miniszter, a Magyar Királyi Szent István-rend vitéze.

## Családja és származása
Az előkelő dunántúli köznemesi származású vizeki Tallián család sarja. Édesapja vizeki Tallián Andor (1817–1873), 1848-as honvéd százados, földbirtokos, anyja törökkanizsai Schulpe Vilma (1825–1899) volt. Atyai nagyszülei vizeki Tallián József (1779–1862), Somogy vármegyei táblabíró, földbirtokos, és Stróbel Karolina (1781–1835) voltak. Az apai nagyapai dédszülei vizeki Tallián Ignác (1745–1822), táblabíró, földbirtokos, és nádasi Tersztyánszky Zsófia (1758–1796) voltak. A 17. század végén élt ősanyja, vizeki Tallián Gergelyné osztopáni Perneszy Anna Julianna révén a nagy múltra visszatekintő osztopáni Perneszy család leszármazottja volt. Fivére vizeki Tallián Emil (1859–1911) torontáli főszolgabíró volt.

## Élete
1873-ban jogot végzett és hamarosan Torontál vármegye szolgálatába lépett. 1873-tól tiszteletbeli vármegyei aljegyző, majd főszolgabíróvá választották. 1880-tól Torontál vármegye alispánja, és 1886-tól Somogy, 1892-től Békés és Csongrád vármegye főispánjává nevezték ki. Ekkor Békés vármegye kormánybiztosaként, megbízták az agrárszocializmus okainak kivizsgálásával. Csongrád vármegyei főispáni állásáról 1894-ben, a Békés vármegyeiről 1896-ban mondott le. 1896-ban Szabadelvű Párt programjával a törökkanizsai kerület országgyűlési képviselővé választották.
1899-től 1903-ig a képviselőház egyik alelnöke volt. 1903. november 3-tól 1905. június 18-ig az Első Tisza István-kormány földművelésügyi minisztere. 1905-ben a Tisza-kormánnyal együtt mondott le. Ezután is a törökkanizsai, majd a szegedi választókerületet képviselte egészen 1918-ig szabadelvű, majd pártonkívüli programmal. 1911. december 13-án Ferenc József magyar király bárói címet adományozott neki valamint a "bélaházi" nemesi előnevet is. Az I. világháborúban Belgrád elfoglalása után, annak rövid ideig polgári kormányzója lett. 1918. október után Szegedre menekült. A Tanácsköztársaság idején letartóztatták, azonban a tanácshatalom bukása után Szegedre költözött.
Kiszomboron, 1921. november 23-án 70 évesen hunyt el. Ott is temették el.

## Házassága és gyermekei
1885. április 18-án Budapesten elvette a nemesi származású varadiai Baich családból való varadiai Baich Mária (1864–1932) kisasszonyt, akinek a szülei varadiai Baich Athanáz (1828–1876), földbirtokos, és valeapaji Athanasievics Johanna (1833–1911) voltak. A menyasszonynak az apai nagyszülei varadiai Baich Tódor és herceg Obrenovich Petria voltak; Baich Tódor 1857. május 7-én magyar nemességet szerzett I. Ferenc József magyar királytól. Baich Tódorné herceg Obrenovics Petria apja herceg Miloš Obrenović (1780–1860) Szerbia fejedelme (Knjaz) 1815–1839, valamint 1858–1860 között. Tallián Béla és varadiai Baich Mária frigyéből származott:
- vizeki Tallián Andor (Nagybecskerek, 1886. május 19.–Lipnik, 1904. augusztus 16.), a Ludovika Akadémia növendéke, földbirtokos.[11]
- vizeki és bélaházi báró Tallián Lyubica (Kaposvár, 1888. július 14.–Törökkanizsa, 1961.)
- vizeki és bélaházi báró Tallián Tibor (Kaposvár, 1891. október 28.–Szeged, 1946. július 7.), főhadnagy, földbirtokos.[12] Neje: gróf Maldeghem Berta (Bisritz, 1901. május 22.–Újkanizsa, 1944. október 6.)
- vizeki és bélaházi báró Tallián Jenő (Budapest, 1894. április 14.–Budapest, 1926. január 15.), tartalékos huszárhadnagy, földbirtokos. Felesége: taktaharkányi báró Harkányi Erzsébet (Budapest, 1901. február 10.–Budapest, 1942. március 25.).[13]